# Rapunzel (film muet)
 (mars 2025).
Si vous disposez d'ouvrages ou d'articles de référence ou si vous connaissez des sites web de qualité traitant du thème abordé ici, merci de compléter l'article en donnant les références utiles à sa vérifiabilité et en les liant à la section « Notes et références ».

Rapunzel est un court métrage muet allemand produit, écrit et réalisé par Oskar Messter, sorti en 1897. Il s'agit de la première version jamais filmée du conte des Frères Grimm, Raiponce. On le considère comme le premier film allemand de l'histoire du cinéma. 

## Fiche technique
- Genre : conte de fée
- Production : Messter Film
- Réalisateur et producteur : Oskar Messter
- Scénario : Oskar Messter, d'après le conte Rapunzel (Raiponce) des frères Grimm (1812).
- Caractéristiques techniques : 35 mm (positif et négatif), Noir et Blanc, Muet, format : 1 x 1,33.